# Giovanna Antonelli

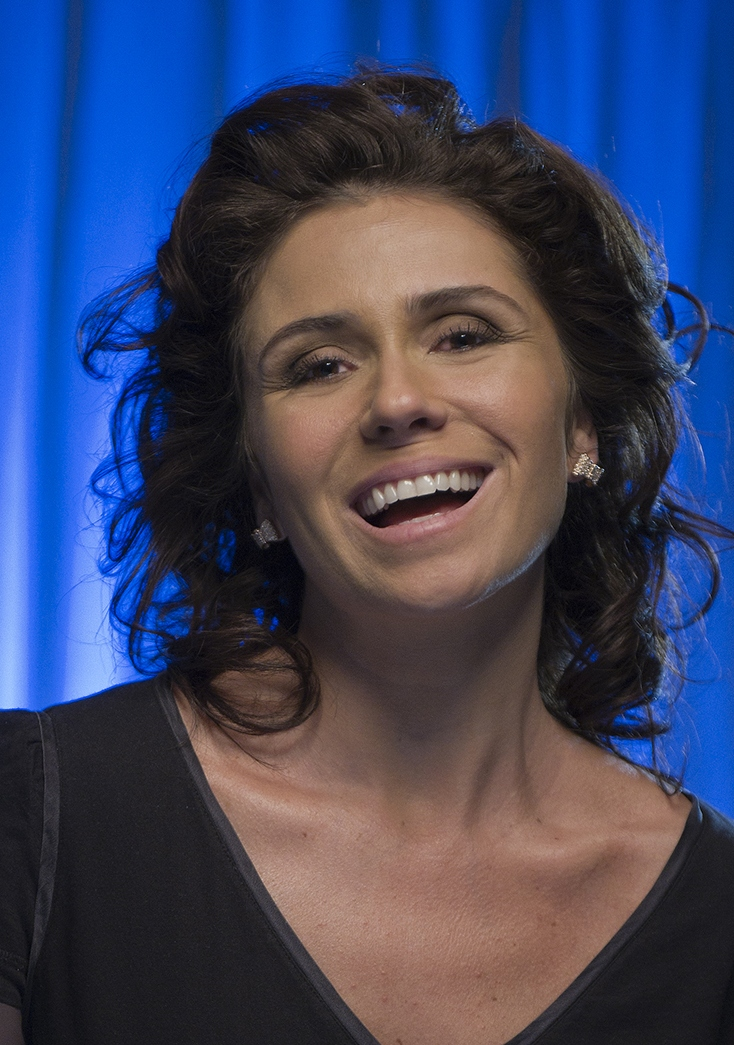
Giovanna Antonelli

Giovanna Antonelli Prado (sinh ngày 18 tháng 3 năm 1976) là một nữ diễn viên người Brazil, dẫn chương trình truyền hình và nhà sản xuất.

## Tiểu sử
Cô bắt đầu sự nghiệp của mình ở tuổi 15 khi tham gia vào chương trình Clube da Criança năm 1991, được trình chiếu tại Rede Manchete và được tổ chức bởi Angélica. Năm 1994, Giovanna ra mắt như một nữ diễn viên trong cuốn tiểu thuyết Tropicaliente, do Rede Globo trình chiếu, cô sau đó quay trở lại Rede Machete và làm hai tiểu thuyết, được Xica da Silva công nhận vào năm 1996. Sau khi trở về Globo, cô đã làm một số tiểu thuyết như coadjuvantes, họ Corpo Dourado (1998).
Với thành công vang dội, sự nghiệp của nữ diễn viên được phân chia giữa các vở opera, miniseries và phim, là A Casa das Sete Mulheres (2001), miniseries đầu tiên, và Avassaladoras (2002) bộ phim đầu tiên cô đóng vai nhân vật chính. Năm 2004, cô đóng vai nhân vật phản diện đầu tiên trong tiểu thuyết Da Cor do Pecado (2004) của João Emanuel Carneiro, và từ năm 2007 đến 2010, cô đóng vai trò là một nhân vật phản diện trong tiểu thuyết Sete Pecados (2007), Três Irmãs (2008) và đã nổi lên với vai diễn Dora trong Viver a Vida (2009). Sự nổi tiếng của nó ngày càng tăng với các nhân vật Helô trong Salve Jorge (2012), Glória Perez, và Clara, nhân vật đồng tính đầu tiên của cô, trong Em Família (2014).